# (6694) 1986 PF
(6694) 1986 PF (1986 PF, 1978 TN5) — астероїд головного поясу, відкритий 4 серпня 1986 року.
Тіссеранів параметр щодо Юпітера — 3,387.